# 攻壳机动队 S.A.C. Solid State Society
《攻殼機動隊: Stand Alone Complex - Solid State Society》是士郎正宗同名漫畫《攻殼機動隊》改編的作品。2006年3月17日在Production I.G官方網站首次公布了相關消息。正式發行定於2006年9月1日，發行方式為OVA動畫，片長105分鐘，採用DD5.1音軌。劇情是接續電視影集攻殼機動隊 S.A.C. 2nd GIG。製作人員也與2nd GIG相同。監督和分鏡仍由神山健治擔當，押井守則會從中参與協力，而脚本由神山健治、菅正太郎、樱井圭记三人共同負責，音乐則由菅野洋子負責。該片的總製作費用據稱高達3億6千萬日元。獲選為2006年第十屆日本新媒體動漫藝術節動畫部門推薦的作品。2011年3月26日3D劇場版上映，雖受到日本东北地方太平洋近海地震影響，新宿等地仍有許多人觀賞。

## 發表
Production I.G在2006年3月23日到3月26日期間舉辦的東京國際動畫展（TOKYO INTERNATIONAL ANIME FAIR 2006）上設有攤位。在攤位上相關人士發表了意見，並且播出了預告片。
而在同年9月1日在PPV160收費頻道率先播出，而隨後《攻殼機動隊S.A.C. Solid State Society》的DVD版於2006年11月24日發售，售價高達10290日元，DVD是使用雙D9介質，携带DD5.1音軌和高清畫質，除了正片碟以外，另外附有一張特典碟，收錄30分鐘左右的映像特典，其中包括“笑臉男事件” 、“個别的十一人事件”、“攻殼機動隊 S.A.C.的世界”、“塔奇克马的日常”四個片段以及製作花絮等幕後故事。此外隨碟片捆绑一本130頁的用語解說設定書，和一本16頁的DVD解說書。
《攻殼機動隊 S.A.C Solid State Society》的北美DVD版也於2007年發售，

## 配音
- 草薙素子：田中敦子
- 荒卷大辅：阪脩
- 巴特：大塚明夫
- 陀古薩（德古沙）：山寺宏一
- 石川：仲野裕
- 齊藤：大川透
- 巴兹：小野塚貴志
- 博馬（波瑪）：山口太郎
- 塔其克馬（攻殼車）：玉川纱己子

## 故事簡介
故事將會發生在公元2034年，即 TV 版 2nd G.I.G 中「難民事件」的二年後，公安九課引進了 20 名新人。故事主要事件的起因是以梵文刺青為標誌的 13 名恐怖分子（梵之刺青を入れた13人のテロリスト）所犯下的連續自殺以及機場劫持人質事件。公安九課負責此事件追查自盡的犯人遺言所提到的神秘超級駭客「傀儡师」。
故事发生在公元2034年，也就是攻壳机动队第二季（难民）事件之后的第二年。少佐草薙素子离开了善于开展电子战的反恐以及刑侦的精英单位——公安九课。之后，公安九课扩招了20名战斗特工，而德古沙此时则作为前线指导员。九课遭遇到了神秘的十三起自杀事件。自杀的13人均为解散的西亚克共和国的特工，其余的特工则被发现正于日本寻求庇护。公安九课试图抓捕凯歌陆——前西亚克恐怖團體的团长。此人正挟持一名人质，希望能够安全的离境。歌陆恐惧地说：“傀儡师”将会过来取他性命。之后此人饮弹自尽。
公安九课未经许可，擅自搜捕了已被驱逐的西亚克独裁者凯鲁马的居所，此人已经被软禁在家。九课发现，此人已经死亡了一段时间。其死因非常明显，为他杀，而非自杀。此外，凯鲁马还在地板上用鲜血写下了“傀儡师”的字样。他们还发现西亚克特工计划在凯鲁马死后用一个微机械病毒发动一次复仇的恐怖袭击，巴特被命令去拦截接收到病毒的特工马沙霸。但是他很偶然地遇见了少佐草薙素子。草薙素子说她正在进行一次独立的调查。草薙素子被马沙霸袭击，他非常害怕草薙素子就是傀儡师。马沙霸躲在武装的机车内，他相信只有如此，才能够保护他的电子脑不会被駭客攻击。但是，在巴特和草薙素子逮捕他之前，他死在了机车内。死因非常明显，正是电子脑被駭客攻击所致。素子正在调查病毒针剂的案件，在开车离开之前，她警告巴特远离“固态社会”。巴特并没有立即向公安九课汇报说自己遇见了少佐草薙素子，而是说马沙霸在没有被主动挑衅的情况下，攻击了自己。
公安九课认为，“傀儡师”就是一个超级一流的駭客，攻入了西亚克特工的电子脑，然后强迫他们自我了断。他们同时发现，凯鲁马的复仇计划就是对一些儿童散播微机械病毒，并将这些受感染的儿童放回到社会当中去。为此，16个儿童被绑架了。虽然医学检查发现，这些儿童并没有被病毒感染，但是他们的电子脑被替换了，他们的记忆被部分的消除了，而且他们的个人身份被转移给了一些虚假的父母。在每一个案件当中，这些虚假的父母是“贵腐老人”——卧床不起的年老的，被连接到了卫生保健监控网上的老人。這個系統原本是為了要解決老年人之後生活的孤獨所建立的看護系統，但是很多老人連接到這個系統之後，不願離去，造成躺在床上一覺不起。
调查西亚克儿童绑架的源头的时候，公安九课发现各种错中复杂的政府部门的记录，暗示着在两年内发生了超过两万起未被报告的儿童绑架案件。但是在調閱資料的過程中，一個潛伏在這些戶口資料的病毒發作，入侵九課的電腦系統，使得调查被迫终止。这件事情再次证实了有人试图掩盖大量的失踪儿童，亦揭示着在他们初次调查的背后，隐藏着更大的阴谋，但是因為如此，大量的绑架案件似乎是凯鲁马的组织所力不能及的。同时，一桩由马沙霸引发的病毒针剂案件被遗留在了政府大楼内，让九课的干警们相信，傀儡师希望他们能够调查儿童绑架案件。事实上，针剂是由素子所留。
當普羅多和接線員注意到了先前被解救的16個被綁架兒童時，傀儡師對普羅多和接線員實施了駭客攻擊，所有的兒童都走丟了。因為這件事情，巴特跟托古沙說了他在逮捕馬沙霸時遇到素子的事情，並且他懷疑素子就是傀儡師。與此同時，身為狙擊手和凱魯馬保鏢司令的西亞克特工拉吉普特，在日本現身了。巴特和齊藤被派遣去攔截他，他們找到了拉吉普特，但是在他們逮捕他之前被他發現了。齊藤與拉吉普特狙擊對決，其結果是拉吉普特受傷而喪失了戰鬥力。面對巴特的審訊，拉吉普特揭示了他收到由外交部里的一個雙重間諜——名為宗井仁的代表發出的情報，指出他的目標就是策劃暗殺凱魯馬的幕後指使者。但是，這件事顯示，宗井本人就是拉吉普特的目標。巴特認為，拉吉普特可能被傀儡師事先攻擊並且設置好了。拉吉普特也同意這個推斷，他表態，如果傀儡師是個人的話，他就殺了他。他聲明，傀儡師是一個建立在「固態」中的兒童綁架地下系統。他確認這個系統就是衛生保健監控網絡，這也暗示著日本政府捲入其中。巴特猜想，凱魯馬和他的團伙之所以被乾淨殺絕，就是因為他們發現了這樣一個設施，並且希望利用它來達到自己的目的。
同时，托古沙追踪16个儿童中的一个，来到了一个被连接到了卫生保健监控系统之上的“贵腐老人”的寓所。而後驚覺，老人是男童被洗腦後的監護人（亦即男童被洗腦的同時，相關戶籍，監護人資料也都遭到修改）。当托古沙把这个男孩抱起来的时候，这个老头从昏睡的状态中苏醒过来要求托古沙把孩子还给他。他说他把这个孩子作为自己唯一的后嗣，在他死后，他将会把自己所有的财产都交给这个孩子，而不是送给政府。他说如果不在他的照料之下，这个孩子将会受到虐待。他说这是“固态”的意图，并且警告如果托古沙調查他们的組織，他将会是另一个自杀者。说完之后，这个老头立刻断气。
托古沙把这个男孩交给了政府，指出了身份证上的错误。之后，他开始意识到了，如果他没有介入此事，在这个老头死后，这个男孩将会被送到社会福利院抚养。至此，他明白了“固态”的完整计划。他收到了一个来自于他妻子的电话，说他的女儿走丢了，他連忙回家，有人則將其位置從GPS系統上斷日，他認為這是固態社會的報復，但讓人困惑的是他女兒並沒有電子腦，因此也不會遭受到傀儡師的駭客攻擊，當他到家的時發現這是假警報，因為他女兒稍早是在他妻子朋友的家中，隨後，他開車送她女兒去學校，途中，他接到傀儡師打來的電話，說固態要把他的女兒帶走，因為他忽略了他們的警告。在通話的過程當中，他的電子腦被入侵了。
托古沙被傀儡師控制開著車去了一家電子腦移植醫院，一路上被素子尾隨。巴特以及九課意識到托古沙的電子腦被侵入之後，亦前往追蹤。托古沙與宣稱為固態一員的傀儡師談話，後者「只是希望利用社會網絡當中遺漏出來的資源」，托古沙意識到這就是所有兒童被綁架的方式：父母的電子腦被侵入後，父母便將自己的孩子送去做電子腦移植手術。之所以這麼大費周章的原因，是因為電子腦的手術必須經由監護人的同意。而在小孩的手術成功之後，小孩會被送到社會福利機構接受一系列精英式的訓練，至於在家長方面，則會被洗腦，使他們認為自己的小孩早已失蹤。托古沙在被控制的情形下，作了另一個決定 - 自我了斷，讓自己的孩子脫身，在托古沙舉槍抵住自己的頭並準備開槍之際，巴特趕到，而素子在他扣下扳機時制止了他。
素子说在她离开九课之后，她在网络上徘徊的时候偶尔发现了儿童失踪案。让托古沙作为诱饵让傀儡师现身。她解释说，傀儡师是一个路由電腦，由连上卫生健康监控系统的贵腐老人的集体意识所组成。这个集成的电子脑本身是在此路由電腦之内持续流通的。几个攻壳车的人工智能帮助素子成功定位了集成电子脑的地点，聖庶民医疗中心——正是卫生保健监控系统的管理场所。
素子临时集结了公安九课，去帮助调查这件事情。他们将焦点放在了宗井仁身上，议会当中一个过激的宣扬在日本进行人种净化的保守成员。他们试图理解为什么他成为拉普的刺杀对象。素子少佐揭示了，他本身就是刺杀凯鲁马的计划的一部分。她解释了她与仲裁局有一个合同，而仲裁局与宗井仁有紧密联系，合同的内容就是刺杀凯鲁马。但是当她到达的时候，傀儡师已经刺杀了凯鲁马。宗井实际上控制着山寿命医疗中心。在这里，他和其他政客主办了一个“精英训练设施”，一个洗脑设施用于发展“精英干部”。素子少佐猜想，宗井之所以成为傀儡师的刺杀目标，就是因为“固态社会”在聖庶民医疗中心匿藏了被绑架儿童，而洗脑设备则干扰了“固态社会”。分析了建筑的系统和结构，九课的干警认定聖庶民大楼一定有先前所确定的绑架设施，也就是说，傀儡师就是聖庶民系统的一名设计师。他们决定突袭搜查此设施，防止傀儡师逃逸。
在攻壳车的帮助之下，公安九课突破了聖庶民的密集防御，荒卷主任质问宗井，后者承认从“贵腐老人”那里偷钱，来资助自己的教育程序。他认为自己是正确的，因为他声称，“贵腐老人”除了逃税，对社会没有任何作为，所以他们必须对洗脑系统有所贡献才对。但是他没有意识到“固态”绑架系统，认为这些接受洗脑的儿童都是孤儿。（然而實際上並非孤兒，而是遭受家庭暴力的小孩），面對公安九課的詢問，程式的设计者，古式孝彰，走上前，宣稱將為系統負責後，舉槍自盡。素子试图在他的记忆消失之前进入他的电子脑里，随后她与古式展开了对话。
古式孝彰 解释到，他的所作所为是由几个问题所激发：超过600万的“贵腐老人”，高失业率与不断缩减的人口，低出生率，以及每年数以萬计的由于虐待而导致的不必要的儿童死亡。“固态社会”就是他的意图，去利用“贵腐老人”以及被绑儿童的丢失的资源。他更改了高风险家庭的户口档案，将儿童转移到“贵腐老人”的名下，让儿童得到新的机会，也让“贵腐老人”得到生活的目的，再有，“贵腐老人”也可以圆了自己没有子嗣的遗憾，以阻止了自己的财产在死后被政府夺走。“贵腐老人”同意参加这个计划。古式孝彰 进一步详细描述了他的除去宗井的企图。因为宗井想要把孩子留下来，并且洗脑，让他们此成为精英干部的一部分。这违反了“固态社会”的诉求，“固态社会”宣称孩子应当有自己的愿望，不應該單單被洗腦做為精英，應該讓他們自己出來社會自己闖蕩。
古式孝彰 之后又揭示了他的圈套。他本身的自盡行為只是想诱惑素子链接他的电子脑，这样他可以方便進入少佐的心灵和他直接對話。少佐的电子脑在他的控制之下，原本被毀壞的臉因為入侵視覺視覺系統而產生復原的幻覺。被子弹划开的脸又复原了。傀儡回表示完成固態社會系統之後，他在這其中找回成為官僚的意義(服務人群)，素子說他是一个“雖然想法有點傲慢且獨特，但是作為官僚，實在是有點可惜的勤奮之人啊”然后素子问他他到底是谁。他回答，“我想在你記憶中有這樣自我中心正義感的人並不多吧！”之后，他将他的脸不断变换形状，从巴图、户草、到笑面人、再到合田、再到荒卷主任，再到久世，之后变为素子她自己。
荒卷与托古沙在讨论被绑儿童的未来，他们的命运看起来要掌握在司法系统的手上了。聖庶民大楼被清空了，少佐在九课的总部内，正在“与傀儡师的心灵深入融合的境况”当中回复过来。当素子恢复了神智的时候，巴特给她解释了真实的古式孝彰的故事。由于古式孝彰 在信息科技方面的技术，他获得了特殊的许可，可以通过一个远程控制的躯体（義體）而完全在家工作。当他进入宗井的项目的时候，他在其中建立了自己的“固態社會(Solid State)”。但是，他之后不久即病死了，而且已经死了两年了。因为他从来也没有以个人身份与其他人接触，所以沒人意识到他已经死了。他的远程控制的躯体依旧在傀儡回（廻）的控制之下工作。虽然，巴特反思 古式孝彰上传他的实际意识到由“贵腐老人”组建的网络上，或是他的远程控制的躯体被“贵腐老人”的集体意识的下意识所控制的可能性，但是，傀儡师的身份依旧是个迷。攻壳车记录了一份素子与古式孝彰的谈话记录，但是坚持认为这份谈话记录在古式孝彰死后没有意义。巴特自己的记忆当中的谈话记录，或许也被更改了。
素子反思她自己在挣脱限制时的无能为力。当面对漆黑的夜空和灯火闪烁的都市的时候，她说道：“网络是无限广阔的”。

## 與漫畫、電影的異同
Solid State Society(後稱SSS)的後半部分與士郎正宗版漫畫第一部有劇情類同的地方，均涉及洗腦中心及傀儡師，以及別國將領尋求政治庇護，不同的是在SSS中素子回到自己的「身體」，在漫畫與電影中則生存於網絡中，而且劇情上時序完全不同。
而SSS不是完全接續TV第二部的終結，(TV第二部的終結是9課結束24小時監視樱花，似是呼應漫畫開首，素子指揮隊員先行出發作結)，而SSS中開首交代素子失蹤，則與電影第二部呼應，不同的是素子失蹤不是「身體」的死亡，而只是單獨行動，在架構與集體外行動。
最後傀儡師的身份製作團隊呼應TV副題為Standalone Complex，傀儡師即素子自己(或當時的素子已是傀儡師的一部分)，與漫畫異曲同工。素子所身處的秘密基地有與古式孝彰一模一樣的「軀殼」，只是身處素子探員人格不察覺另一人格的行動，而偵破洗腦事件只是傀儡師計劃一部份。SSS既有自己解釋進化新生命的原因(素子人格的Standalone Complex)，劇情卻又可以與漫畫第一部大致上接合(即把SSS中的素子、古式孝彰人格只是傀儡師與素子的後代)，更可與TV版久世與難民上載記憶備份中解釋，由集體意識中誕生傀儡師，製作團隊刻意營造SSS的獨立性，卻似乎與其他作品環環相扣。

在作品主題中電影偏向哲學對靈魂的特質，而SSS則延續TV版社會哲學為主，靈魂為副的主幹。SSS涉及老人問題與9課最後表面破壞了傀儡師的計劃，令受家暴兒童的重回親生家庭，獨居老人遺產重新被政府充公，9課是否做了好事? 而傀儡師的身份則被壓下去(雖然SSS刻意讓傀儡師逃脫並說Solid State已成功，帶給觀眾一重思考空間)
在SSS中亦不斷出現漫畫的台詞。

## 外部連結
- Production I.G 的聲明（PDF格式）
- 攻殼機動隊: Stand Alone Complex - Solid State Society 預告片
- Production I.G 官方网站 （页面存档备份，存于）
- 東京國際動畫展官方網站
- 3 月 17 日發佈的新聞報導：（日語）
- 東京國際動畫展上 Production I.G 攤位報導： （日語）